# لیلا پیدایش
لیلا پیدایش (زاده ۱۴ آذر ۱۳۴۹ در تهران) یک طراح مد، سردبیر و کارآفرین ایرانی-آلمانی است. او بنیان‌گذار شرکت مد «لالا-برلین» است.
او در تهران زاده شد و بلافاصله پس از انقلاب ۱۳۵۷ ایران به همراه والدینش به آلمان مهاجرت کرده و ساکن ویسبادن شد. لیلا پیدایش از سال ۱۹۹۳ تا ۱۹۹۷ در رشته مدیریت اجرایی کسب و کار تحصیل کرد. او مدتی برای شبکه‌های تلویزیونی «آرتی‌ال پلاس» و «پرو-زیبن» و همچنین شرکت‌های ضبط موسیقی «ب.ام. گ» و «آریولا» به‌عنوان نویسنده فعالیت داشت. از سال ۲۰۰۰ تا ۲۰۰۲ سردبیر ام‌تی‌وی در مونیخ بود و در همان‌جا در ساخت و تولید شوی تلویزیونی مُد «دیزاینراما» مشارکت نمود.
او کارش را در زمینهٔ طراحی و تولید لباس، با لباس‌های بافتنی شروع کرد که در آغاز خودش آنها را می‌بافت و تولیداتش در سال ۲۰۰۴ در جشنوارهٔ مُد برلین با موفقیت روبه‌رو شد. یکی از تولیدات موفقش، شال‌های کشمیری با طرح فلسطینی بود. با گسترش یافتن تولیداتش در زمینهٔ پوشاک و لباس، وی از سال ۲۰۰۷ به‌طور مداوم در «هفتهٔ مد مرسدس بنز در برلین» حضور داشته‌است. محصولات او در بیش از ۲۵۰ فروشگاه در سرتاسر جهان به فروش می‌رسد. شرکت او در سال ۲۰۱۱، سی کارمند داشت و گردش مالی‌شان ۳ میلیون یورو بود. اینک او یکی از طراح مد اصلی شهر برلین است.
او از دوستان بیل کاولیتس خواننده اصلی گروه توکیو هتل است.